# 5G

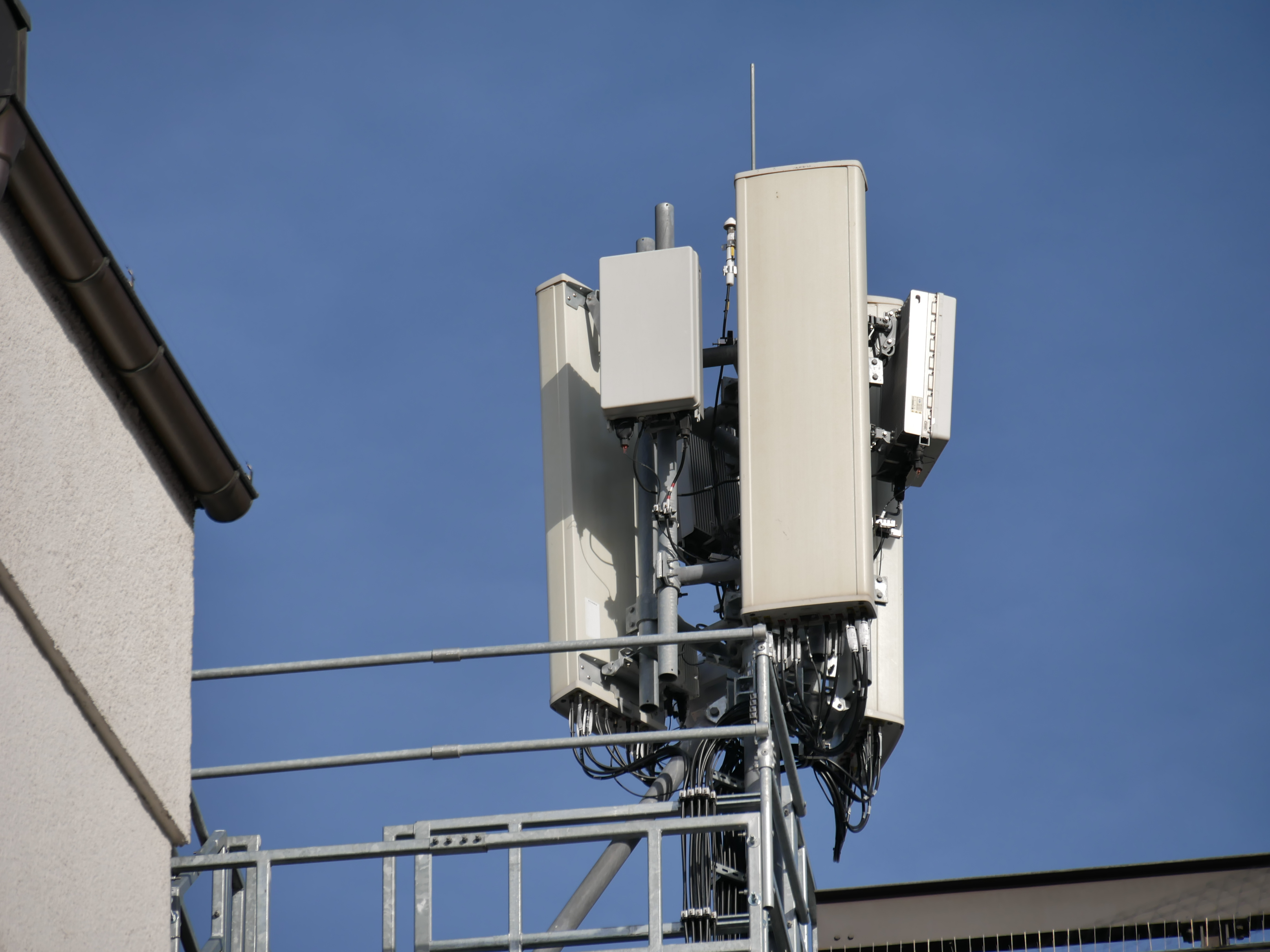
Site mobile de équipé d'antennes actives 5G près de la gare de Munich, en Allemagne.

La 5G (cinquième génération) est une norme de réseau de téléphonie mobile. Elle succède à la quatrième génération, appelée 4G, en proposant des débits plus importants et une latence fortement réduite, tout en évitant le risque de saturation des réseaux lié à l'augmentation des usages numériques (smartphones, tablettes, objets connectés). Son déploiement fait l'objet de contestations concernant en particulier l'effet sanitaire des ondes électromagnétiques et l'impact environnemental de cette technologie.

## Caractéristiques
La technologie 5G donne accès à des débits dépassant largement ceux de la 4G et à une haute fiabilité, tout en augmentant le nombre de connexions simultanées par surface couverte. Elle vise à supporter jusqu'à un million de mobiles au kilomètre carré (dix fois plus que la 4G). Une fois déployée, elle doit permettre des débits de télécommunications mobiles de plusieurs gigabits de données par seconde, soit jusqu'à 1 000 fois plus que les réseaux mobiles employés en 2010 et jusqu'à 100 fois plus rapides que la 4G initiale.
Pour le ministère de l'Économie français, c'est une « technologie clé » car ses débits potentiels répondent à la demande croissante de données suscitée par l'essor des smartphones et des objets communicants, connectés en réseau. Elle devrait favoriser le cloud computing (informatique en nuage), l'intégration, l'interopérabilité d'objets communicants et de réseaux électriques intelligents, dans un environnement domotisé, contribuant à l'essor du concept de « ville intelligente ». Elle pourrait aussi développer la synthèse d'images 3D ou holographique, l'exploration de données, la gestion du big data et de l'Internet des objets, les jeux interactifs et multijoueurs complexes, la traduction automatique et assistée instantanée ou encore le contrôle commande à distance dans des domaines comme la télémédecine et les véhicules autonomes, et l'automatisation industrielle.
À l'inverse, des mouvements de contestation se développent de la part des associations d'électrosensibles et de scientifiques qui s'opposent à cette technologie au nom de la lutte contre le réchauffement climatique, de ses effets possibles sur la santé et la biodiversité et de l'absence de démocratie quant à son déploiement et à ses objectifs[réf. nécessaire].

## Histoire et contexte
La 1G (1980) a permis la transmission sans fil analogique de la voix (exemple en France : Radiocom 2000), la 2G (1990) a ouvert la voie à la transmission numérique et a permis les SMS, la 3G (2000) a permis le développement du Web mobile, puis la 4G (2010) a permis la voix sur 4G (VoLTE) et a augmenté le débit des connexions mobiles.

### Recherche et développement technique
En Chine, la 5G est principalement développée par Huawei et ZTE, en coopération avec Ericsson depuis 2015, et testée par China Mobile.
En octobre 2014, le chinois Huawei et l'opérateur japonais NTT Docomo, travaillant avec le fabricant d'électronique NEC, font un test conjoint à grande échelle de la technologie de réseau 5G du MIMO massif à Chengdu (province du Sichuan).
En France, le 22 septembre 2015, l'Arcep autorise Orange à tester des technologies 5G dans les bandes de 3,7 GHz, 10,5 GHz et 17 GHz dans la ville de Belfort.
En juillet 2016, l'Institut de recherche technologique b-com est retenu par l'Arcep pour tester la 5G à Rennes.
En décembre 2016 Huawei et NTT DoCoMo font un test dans le quartier Minato Mirai 21 à Yokohama (région du Kantō), sur les fréquences de 4,5 GHz, avec une macro-cellule et 23 équipements d'utilisateurs. Ils obtiennent un débit de 11,29 Gbit/s et une latence de 0,5 ms.
En janvier 2017, le LETI annonce le déploiement sur le complexe Minatec d'un réseau 5G afin de tester une nouvelle forme d'onde multiporteuse. Le même mois, Orange, en partenariat avec le géant suédois Ericsson, devient le premier opérateur français à réaliser un test 5G. Les résultats permettent d'atteindre un potentiel 75 fois supérieur à celui de la 4G. Les conditions optimales du laboratoire dans lequel s'est déroulé le test ne permettent toutefois pas de garantir un tel débit dans un environnement ordinaire[réf. souhaitée].
En février 2017, l'opérateur sud-coréen KT fait des démonstrations de réalité virtuelle en 5G au Mobile World Congress (MWC) de Barcelone.
En France, le 22 juin 2017, l'Arcep indique qu'elle souhaite préparer la procédure d'attribution de fréquences dans la bande 3,5 GHz (3 400 à 3 800 MHz) pour l'accès fixe à Internet à très haut débit à partir de 2018. Elle souhaite également s'engager dans les travaux préparatoires au lancement des réseaux mobiles 5G dans la bande des 3,46 à 3,80 GHz vers 2020.
En juillet 2017, l'italien TIM signe un accord avec le gouvernement du micro-État Saint-Marin en vue de faire passer son réseau 4G en 5G.

### Définition des standards et phases de test
En juillet 2017, les 28 ministres des télécommunications de l'Union européenne et de la Norvège signent une déclaration d'intention à Tallinn en Estonie, pour « des bases communes des futurs standards 5G et confirmer la volonté des États signataires de positionner l'Europe comme un leader du marché de la 5G ».
En Chine, lors de tests de 5G New Radio (NR), Huawei atteint en juin 2017 des débits de 6 Gbit/s.
Début octobre 2017, l'Arcep autorise Free mobile à tester des technologies 5G dans la bande de 3,6 GHz à 3,7 GHz dans la ville de Paris à la mi-octobre 2017.
Le 29 novembre 2017, la société Verizon Communications Inc. annonce qu'elle va déployer un service 5G dans cinq villes des États-Unis dès mi-2018.
En décembre 2017, les grands acteurs concernés s'accordent sur les premières spécifications du protocole à Lisbonne (Portugal), à la suite des essais faits par les différents acteurs.
En janvier 2018, aux États-Unis, la société AT&T promet de la 5G dès fin 2018, d'abord pour 12 agglomérations.
En février 2018, Vodafone et Ericsson font une démonstration en Irlande des préstandards de la 5G. Une autre démonstration montre le contrôle à partir des États-Unis d'un drone en Angleterre, via le réseau 5G. D'autres démonstrations ont eu lieu depuis, notamment en France et en Suède. Aux jeux olympiques d'hiver de Pyeongchang, le sud-coréen KT permet via des casques de réalité virtuelle de suivre en temps réel ce que voient les bobsleighs. Cent caméras déployées autour de la piste de patinage artistique, permettent de tourner à volonté autour des patineurs. Un système de caméras de surveillance, associé à une transmission haute définition, détecte automatiquement des sangliers proches de résidences et, à distance, déclenche un haut-parleur imitant le cri d'un tigre pour les éloigner.
En mars 2018, Huawei et NTT Docomo annoncent la réussite des premiers essais de technologie 5G Integrated Access Backhaul (IAB) dans la bande spectrale des ondes millimétriques. Le test a été conduit dans le quartier Minato Mirai 21 à Yokohama sur une fréquence de 39 GHz. Ils obtiennent un débit de 650 Mbit/s avec une faible latence de 1,6 ms.
En mars 2018, les participants du Mobile World Congress dénoncent la lenteur du déploiement de la 5G en Europe, du fait de nombreux désaccords sur les licences d’utilisations des bandes radioélectriques et de la complexité du processus décisionnel européen.
Toutefois, les démonstrations continuent de montrer l'avancement des travaux, comme en avril 2018 avec Telefónica et un véhicule connecté.
En septembre 2018, l'opérateur China Telecom fait un test réseau 5G à Shenzhen (province du Guangdong), ainsi que cinq autres villes de Chine, Xiong'an (Hebei), Shanghai, Suzhou (Jiangsu) et Chengdu (Sichuan). Le débit à Shenzhen est au minimum 10 fois plus important que la 4G, oscillant de 1 à 3 Gbit/s. Le réseau devrait être étendu à certaines petites régions en 2019, et sa commercialisation avoir lieu en 2020,. L'Amérique latine espère 8 % d'usagers ayant accès à la 5G avant 2025. En Afrique, le royaume du Lesotho est choisi en septembre 2018 pour tester la première installation 5G en Afrique.

### Attribution des licences et exploitation commerciale
Le partage intelligent du spectre électromagnétique attribuable à la 5G par un grand nombre d'opérateurs civils, industriels et militaires, en utilisant le principe d'optimisation par la radio intelligente, ou radio cognitive (éventuellement dotée d'algorithmes bio-inspirés ou assistée par intelligence artificielle), tout en limitant les risques pour l'environnement et la santé, est un enjeu technico-économique, cyberstratégique, environnemental faisant l'objet d'âpres discussions dans les années 2010-2020, y compris au niveau géopolitique.
En février 2019, en Suisse, les licences pour les fréquences 5G sont attribuées à trois opérateurs, Swisscom, Sunrise et Salt pour 379,3 millions de francs suisses. Après la Finlande, la Suisse est le second pays d'Europe à avoir attribué des fréquences à la 5G.
Le 3 avril 2019, la Corée du Sud est le premier pays à déployer une offre commerciale 5G au niveau national.
Le 4 avril 2019, l'opérateur Sunrise en Suisse devient le premier du pays à déployer une offre commerciale sur 150 localités. Il couvrait 173 localités début mai 2019.
Le 17 avril 2019, Swisscom met en service 338 antennes 5G et annonce vouloir couvrir l'ensemble du territoire suisse avant fin 2019.
Le 15 juillet 2019 en France l'Arcep française annonce le lancement officiel de la procédure d'attribution des fréquences par le gouvernement. Dans l'objectif de proposer les premières offres commerciales 5G à l'horizon 2020, le gouvernement met en vente les premières bandes de fréquences à des tarifs fixes ; ces bandes seront mises à disposition à des tarifs avantageux afin d'inciter les opérateurs à développer la 5G en priorité. Pour certains blocs de fréquences, des enchères permettront aux opérateurs de se départager, pour une partie de la bande de fréquences 3,4 à 3,8 GHz et dans un avenir proche, de la bande de fréquences 24,25 à 27,5 GHz.
Dans un contexte géopolitique complexe (avec par exemple les questions de cybersécurité et d'indépendance économique posées à partir de 2018 par Huawei en Occident),, d'abord prévue pour début 2020 en France, l'attribution des licences 5G est reportée au printemps 2020 puis à l'automne à cause de la pandémie de Covid-19. Les enchères pour la bande 3,5 GHz se sont achevées en octobre 2020, et les autorisations d'implantation ont commencé en novembre 2020.

### Début d'appropriation plus lent en France et en Europe qu'en Chine et dans les pays en développement
Selon l'Arcep, la 5G, lancée fin 2020 en France, n'a passé le cap des 10 millions d'abonnements (soit 12 % des abonnés mobiles) qu'en 2023, ce qui suggère qu'elle laisse encore beaucoup d'usagers dubitatifs, phénomène que confirme une enquête (Consumer Insights) faite par Statista montrant qu'en 2023, moins d'un répondant sur cinq (17 %) jugea important pour lui d'avoir accès à la 5G. C'est l'un des taux les plus bas parmi environ 20 pays étudiés, alors que des pays en développement ou, en Europe, les répondants espagnols et anglais sont 25 % à juger l'accès à la 5G comme important (contre 34 % aux États-Unis, 38 % en Chine, et même 44 % en Inde et à 45 % au Brésil et en Afrique du Sud, probablement car dans ces pays, le smartphone est plus utilisé pour consulter l'Internet.

### Recherche, tendances et prospective
Tous les grands opérateurs du secteur des télécommunications s'intéressent au sujet ainsi que de grandes institutions et de nombreux États. Par exemple, l'Union européenne a financé ou cofinancé de grands programmes comme 5G now, IJoin, Tropic et METIS (Mobile and wireless communications Enablers for the Twenty-twenty Information Society).
Alors que l'impact environnemental du numérique croît exponentiellement,, de grandes entreprises et des réseaux de chercheurs tentent d'imaginer ou préfigurer une « 5G verte »,, à moindre empreinte carbone et préservant des ressources naturelles souvent peu renouvelables ou peu recyclées.
En juillet 2014, le suédois Ericsson fait la démonstration d'une préversion de la technologie 5G. L'entreprise de télécommunication atteint alors un débit de 5 Gbit/s,.
En juin 2016, le Laboratoire d'électronique et de technologie de l'information (Leti) lance le projet de démonstrateur de technologie 5G, à l'occasion des Jeux olympiques d'hiver de 2018 devant se dérouler à Pyeongchang en Corée du Sud. En collaborant avec des entreprises comme Thales Alenia Space ou Telespazio, le laboratoire compte s’appuyer sur les technologies d'onde radioélectrique de la bande de fréquence 28 GHz qui existent déjà dans le domaine spatial pour arriver à ses fins.
En juillet 2017, Saint-Marin signe un protocole d'accord avec Telecom Italia pour le déploiement expérimental de la 5G sur son territoire, ce qui fera d'elle la première nation à mener des tests poussés à grande échelle de cette technique.

## Enjeux

### Économie
Selon Nicolas Sironneau, de la Fondation Concorde, la 5G présente trois intérêts économiques :
- soulager les réseaux de télécommunications mobiles qui vont arriver à saturation, et ainsi éviter un phénomène d'engorgement des données[53] ;
- permettre aux entreprises d'optimiser certains processus, à travers l'automatisation et la fluidification de tâches (prenant l'exemple de la réalité augmentée utilisée dans des usines pilotes d'Ericsson pour aider la détection de défaut de fabrication) ;
- permettre le développement de nouvelles applications s'appuyant sur les nouvelles performances (par exemple la télé-chirurgie permise par un temps de latence très court et garanti)[54].

De nombreux acteurs voient là un gisement émergent d'applications et débouchés nouveaux dans des domaines aussi variés que la santé (diagnostic automatique ou distant, chirurgie et médication commandées à distance), du travail (télétravail), du déploiement d'objets communicants (dont voitures et autres véhicules sans conducteurs), de détecteurs et senseurs du commerce en ligne, des réseaux électriques intelligents, de l'intelligence artificielle, de la sécurité (télésurveillance, gestion des flux de personnes, véhicules, denrées, biens et services en temps réel, etc.), de l'éducation et de l'accès à l'information. De nouvelles applications 5G seront développées s'appuyant sur la multiplication des objets connectés en réseau.
En France, fin 2020, Arnaud Montebourg prend acte de l'arrivée de la 5G et se dit favorable à une intervention de l'État pour favoriser le développement d'une solution nationale en matière d'équipements, citant l'ex-société Alcatel.
En 2019, les États-Unis souhaitent favoriser l'entreprise Cisco Systems face aux leaders du moment, Huawei, ZTE (Chine), Nokia et Ericsson (Union européenne). Lors d'un sommet organisé à la Maison-Blanche, le président de la Commission fédérale des communications (FCC) déclare : « Le leadership américain dans la technologie 5G est un impératif national pour la croissance économique et la compétitivité ».

### Sécurité nationale
Développer la 5G, technologie aussi prometteuse que sensible, implique de disposer d’équipementiers télécoms, qui deviennent un enjeu stratégique de souveraineté et de sécurité nationale.
La Chine dispose de deux équipementiers : Huawei et ZTE ; l’Europe aussi, Nokia et Ericsson. Les États-Unis, en revanche, n’en ont plus, et s'intéressent aux entreprises européennes.
L’équipementier Huawei suscite l'hostilité d’un nombre grandissant de pays occidentaux qui redoutent que ce poids lourd des télécoms serve de cheval de Troie à la Chine, et l’aide à espionner les puissances étrangères. Les États-Unis, l’Australie, la Nouvelle-Zélande et le Japon ont déjà banni l’entreprise du marché de la 5G.
Le 29 janvier 2020, la Commission européenne et la présidence du Conseil de l'Union européenne ont présenté une approche européenne concertée sur la sécurité des réseaux de télécommunications 5G européens,.
Dès 2019, le gouvernement français fait part de ses inquiétudes à l'Autorité de régulation des communications électroniques, des postes et de la distribution de la presse (Arcep) sur les problèmes de sécurité du futur déploiement des infrastructures réseaux Télécom 5G qui ferait à la fois planer une menace sur la souveraineté nationale mais aussi sur des applications critiques.
Le gouvernement français va légiférer pour créer un régime d’autorisation préalable aux équipements radioélectriques. Concrètement, l’Agence nationale de la sécurité des systèmes d'information (ANSSI) pourrait examiner les nouveaux équipements des réseaux mobiles avant leur installation et les interdire si elle juge qu’ils menacent « les intérêts de la défense et de la sécurité nationale ».
En 2018, l’État finlandais prend une participation dans la société Nokia, ce qui lui donne un droit de regard. « Nous avons renforcé et stabilisé l'actionnariat national de cette société très importante au niveau de notre pays », a déclaré le directeur général de Solidium, Antti Mäkinen. Nokia sera un des deux fournisseurs européens d'infrastructure de télécommunications en particulier pour la 5G. Nokia a pris le contrôle de la société Alcatel-Lucent en 2015.
En mars 2020, un rapport de la Fondation Concorde sur la 5G invite à créer « une certification européenne unifiée des réseaux 5G [au niveau européen] pour en garantir la sécurité », et à renforcer « les moyens de l’ENISA, l’European Network and Information Security Agency afin d’intervenir sur les questions de cybersécurité liées à la 5G », Nicolas Sironneau (co-auteur du rapport) mettant en garde contre la perte de contrôle sur les infrastructures cœur des réseaux de demain. Des professeurs comme Dominique Boullier vont dans le même sens, proposant « un cahier des charges sur les questions de sécurité ».
En juillet 2020, le directeur de l’ANSSI indique que les opérateurs français utilisant les équipements de Huawei dans leurs réseaux déjà déployés disposeront d'autorisations d’exploitation limitées de trois à huit ans. D'autres pays européens prennent également des mesures de restriction contre les opérateurs voulant déployer un réseau 5G avec Huawei.
Si les pays européens bannissent les fournisseurs chinois de leurs réseaux 5G, le ministère chinois du Commerce envisagerait des mesures contre les activités chinoises de deux fabricants européens d'équipements de télécommunications, tels des contrôles à l'exportation qui empêcheraient Nokia et Ericsson d'exporter des produits fabriqués en Chine vers d'autres pays.

### Météorologie
En 2019, face à leurs nouveaux besoins, des entreprises de télécommunications américaines ont acheté une nouvelle partie du spectre électromagnétique pour élargir leur bande passante en utilisant la 5G. Cela inquiète les météorologues.
En avril et novembre 2019, deux articles de la revue Nature émettent l'hypothèse que certaines fréquences utilisées en 5G pourraient entrer en conflit dans la bande millimétrique des 26 GHz avec l'observation[pas clair] de la vapeur d'eau et réduire la précision des relevés météorologiques,,. Cet afflux de signaux puissants peut parasiter ou submerger de nombreux signaux plus faibles émis par la vapeur d'eau, situés dans une bande toute proche du spectre, signaux qui sont nécessaires à une bonne prévision météorologique. En août 2019 aux États-Unis, Gabriel Popkin, vulgarisateur scientifique, s'est associé à l'animatrice Sarah Crespi pour sensibiliser aux effets négatifs possibles d'une utilisation de cette partie du spectre électromagnétique par les signaux de la 5G ; ils suggèrent qu'une réglementation encadre ce développement. Cette alerte a été relayée par la revue Science.
Le Centre européen pour les prévisions météorologiques à moyen terme (ECMWF) regrette également les décisions prises lors de la Conférence mondiale des radiocommunications de 2019 (CMR-19) de l'ITU.
En France, l'Agence nationale des fréquences (ANFR) nuance ce risque, du moins en ce qui concerne l'Europe.
Selon un rapport du Haut Conseil pour le climat de décembre 2020, l'utilisation d'une troisième gamme de fréquence dans le futur (autour de 26 GHz) risque de provoquer « des interactions avec les fréquences utilisées par les satellites d'observation de la Terre ».

### Effets sur la santé
En 2014, l'OMS déclare qu'« un grand nombre d’études ont été menées au cours des deux dernières décennies pour déterminer si les téléphones portables représentent un risque potentiel pour la santé. À ce jour, il n’a jamais été établi que le téléphone portable puisse être à l’origine d’un effet nocif pour la santé. »
La course internationale au déploiement de la 5G suscite des craintes sanitaires, notamment car la 5G nécessite l'utilisation intensive d'une nouvelle gamme de longueurs d'onde (fréquences plus élevées), et la création d'un grand nombre de nouveaux réseaux cellulaires étendus (ou WAN). Ces réseaux seront constitués de minuscules stations de base fournissant une couverture mobile haute fréquence, sur une portée de 200 à 400 m seulement ; ces stations devront donc être « positionnées tous les quelques centaines de mètres dans les zones urbaines densément peuplées ». À la différence de la 4G, la 5G passera aussi par un signal plus concentré vers les appareils, ce qui pose de nouvelles questions sanitaires.
En septembre 2017, 171 scientifiques, issus de 37 pays (99 dans l'Union européenne et 72 dans les autres pays) ont réclamé un moratoire sur le déploiement de la 5G, en attendant que les risques potentiels sur la santé humaine et l'environnement aient été pleinement étudiés par des scientifiques indépendants du secteur.
En 2018, en France, une parlementaire demande au gouvernement de « faire réaliser des études indépendantes et approfondies concernant les effets de la 5G ». Le gouvernement s'engage à travailler avec l'Agence nationale des fréquences et l’Agence nationale de sécurité sanitaire de l'alimentation, de l'environnement et du travail « afin qu’elles puissent examiner d’une part, l’exposition aux ondes électromagnétiques et d’autre part, l’impact sanitaire éventuel de ces nouveaux développements technologiques, dès la phase des expérimentations ».
Début 2019, de nombreuses inquiétudes sur l'impact de cette technologie sur la santé accompagnent le déploiement de la 5G en Suisse. Le déploiement de 10 000 nouvelles antennes fait craindre une augmentation considérable de l’exposition au rayonnement de radiofréquences. Une pétition demandant un moratoire recueille plus de 56 000 signatures. Alors que Swisscom a lancé en avril 2019 le premier réseau 5G de Suisse, certains cantons comme ceux de Vaud, de Genève et du Jura optent pour le principe de précaution et suspendent le déploiement des antennes,.
En 2019 la professeure (retraitée) Marie-Claire Cammaerts de l'université libre de Bruxelles, spécialiste du comportement des fourmis, et le professeur André Vander Vorst de l’UCLouvain s'inquiètent du déploiement de beaucoup plus d’antennes qui provoquerait une exposition accrue aux champs électromagnétiques.
En juin 2020, en France, la campagne des municipales offre une caisse de résonance aux mouvements opposés à la 5G : plusieurs candidats de la mouvance écologiste, souvent en bonne position pour être élus, réclament un moratoire sur le déploiement de la 5G. La ministre de la Transition écologique et solidaire, Élisabeth Borne et Olivier Véran, ministre de la Santé ont saisi le Premier ministre à ce sujet, souhaitant que la 5G ne soit pas déployée avant que l'Agence nationale de sécurité sanitaire de l'alimentation, de l'environnement et du travail (Anses) rende son rapport sur les conséquences sanitaires de la 5G. En janvier 2020, l'Agence nationale de sécurité sanitaire de l'alimentation, de l'environnement et du travail rend un rapport préliminaire sur les risques sanitaires liés à la 5G, mais son analyse des travaux existants met en évidence « un manque de données scientifiques sur les effets biologiques et sanitaires potentiels ».
Un texte proposé par la députée d’Europe Écologie Les Verts, Laurence Abeille, est adopté par l’Assemblée nationale française début 2015. Le texte vise l'encadrement de l'exposition aux ondes électromagnétiques par une concertation à plusieurs niveaux lors de l’installation d’équipements radioélectriques, une meilleure information sur les sources d’émission, l'interdiction de la publicité pour les téléphones portables et autres terminaux sans accessoire permettant de limiter l'exposition (oreillette) – l'opérateur de téléphonie doit fournir un accessoire, limitant l'exposition, adapté aux enfants de moins de 14 ans si un acheteur le demande –, et demande au gouvernement un rapport sur l’électro-hypersensibilité. Ce rapport, rendu finalement en 2019, recommande de suivre l'exposition de la population aux champs électromagnétiques et de poursuivre la recherche sur le sujet, tout en rappelant qu'aucun lien n'a à ce jour pu être établi entre l'exposition à ces champs et les symptômes rapportés par les personnes se disant électro-hypersensibles.
Un rapport parlementaire publié le 19 juin 2020, initié par deux députés européens écologistes, l’Allemand Klaus Büchner et la Française Michèle Rivasi, accuse la Commission internationale de protection contre les rayonnements non ionisants, organisation non gouvernementale dont les travaux servent de base à la détermination des limites d'exposition fixées par l'Union européenne, d’être sous l’influence des géants des télécommunications et de ne pas prendre en compte les publications scientifiques alertant sur les risques sanitaires liés au développement de la 5G.
Une étude sur l'impact sanitaire de la 5G, commandée par le gouvernement français au Conseil général de l'environnement et du développement durable, à l'Inspection générale des affaires sociales, à l'Inspection générale des finances et au Conseil général de l’économie, est présentée le 14 septembre 2020. Elle conclut que les risques pour la santé humaine de l'exposition aux fréquences radioélectriques ne sont pas avérés en l'état actuel des connaissances scientifiques et note qu'aucun des pays qui ont déjà lancé la 5G n'a constaté de problème d'ordre sanitaire.
En avril 2021, l'ANSES publie une évaluation qui conclut que la 5G ne présente pas de risques nouveaux pour la santé au vu des données disponibles. Plus précisément, elle estime que le déploiement de la 5G dans la bande de fréquences 3,5 GHz ne devrait pas présenter de risques nouveaux, mais que les données disponibles actuellement ne suffisent pas pour conclure à l’existence ou non d’effets sanitaires dans le cas de la bande 26 GHz, qui doit compléter le réseau dans quelques années. Elle appelle donc à poursuivre les recherches dans ce domaine.
En 2021, une étude du Parlement européen a examiné spécifiquement les effets sanitaires des radiofréquences utilisées pour la 5G. Elle conclut que pour les fréquences basses (450 MHz–6 GHz), les champs électromagnétiques sont classés « cancérogènes probables » pour l’homme sur la base de preuves limitées chez l’humain (gliomes, neurinomes) et de preuves suffisantes chez l’animal (tumeurs cérébrales, cellules de Schwann). Des effets négatifs sur la fertilité masculine sont également documentés comme « preuves suffisantes », tandis que les données sur la fertilité féminine et le développement embryonnaire restent limitées. En revanche, l’étude souligne l’absence de données rigoureuses pour les ondes millimétriques (24–100 GHz) et appelle à un moratoire et à un renforcement de la recherche dans cette bande

### Environnement et énergie
Les opérateurs annoncent que l'efficacité énergétique de la technologie 5G sera améliorée (à quantité égale de données transportées), car la technologie massive MIMO réorganisera l'accès au réseau mobile grâce à des faisceaux orientables et plus fins, orientés vers les utilisateurs (beamforming) et parce qu'une concentration des équipements promet une meilleure efficacité énergétique. De plus, des technologies déployables de sleeping mode permettront d'économiser la batterie et les communications entre terminaux. L'augmentation éventuelle de la consommation énergétique et du besoin de serveurs sera donc surtout due à l'augmentation de l'offre et de la demande induite par l'augmentation du débit (effet rebond).
Le rapport du Haut Conseil pour le climat de décembre 2020, en France, pointe l'augmentation des émissions de dioxyde de carbone (CO2) liée à la mise en œuvre de la 5G. Cette augmentation résultera notamment du renouvellement des téléphones mobiles, qui représente 54 % de l'impact carbone de la 5G d'après le rapport. La construction des nouvelles infrastructures, les antennes et les centres de données comptent respectivement pour 14 % et 8 % du total. Les émissions liées au déploiement de la 5G seront majoritairement situées à l'étranger, et donc comptabilisées comme émissions de CO2 importées. Le rapport recommande que l'Europe adopte des normes pour réduire les émissions importées liées aux équipements électriques et électroniques. L'utilisation de la 5G ne compte que pour 24 % de ses émissions de CO2. Le Haut Conseil déplore que l'Arcep n'ait pas parmi ses missions la question climatique et qu'il n'y ait pas eu d'étude d'impact avant l'attribution des fréquences,. Le rapport du Haut Conseil pour le climat (HCC) recommande aussi de s'assurer que l'augmentation de la consommation d'électricité causée par le déploiement de la 5G, estimée entre 16 et 40 TWh en 2030, soit 3 à 8 % de toute l'électricité consommée en France en 2019, n'affecte pas la programmation pluriannuelle de l'énergie. Une augmentation des usages au niveau européen pourrait par ailleurs avoir des effets sur le prix de l'électricité et la justice sociale,. Les auteurs du rapport abordent rapidement la question des économies d'énergie que cette nouvelle technologie pourrait permettre, mais se sont heurtés à la difficulté de quantifier ces économies.

### Internet des objets
La 5G permet de nouvelles fonctionnalités, notamment la virtualisation et de nouvelles architectures, propice au développement des objets connectés, des applications hébergées dans le cloud, en passant par diverses couches réseaux. La maison connectée, le véhicule autonome, les vidéos immersives et l’arrivée de la médecine 2.0 devraient en bénéficier. Plus de 80 milliards d’objets pourraient ainsi être « connectés » en 2024.

### Couverture réseau et infrastructure
Les propriétés de propagation de la 5G dans la bande des 3,5 GHz sont telles que, pour arriver à un taux de couverture et de services équivalents à la 4G, il faut fortement densifier les réseaux. Une simulation de réseaux radio ATOLL faite par le cabinet de conseil indépendant Tactis, montre qu'en zone rurale, il faudrait tripler le nombre de pylônes en 5G à 3,5 GHz pour obtenir une couverture équivalente à celle de la 4G. Cette densification n'est pas nécessaire pour la bande des 700 MHz.
En France, selon l'Arcep, la technologie 5G ne nécessite pas d'envoyer de nouveaux satellites dans l'espace.

## Techniques
Le 12 mai 2013, Samsung a annoncé avoir testé pour la première fois avec succès des techniques de sa future offre de réseaux 5G qu'il prévoit pour 2020, avec des débits de données d'un Gbit/s (1 gigabit par seconde) et pouvant aller dans le futur à 10 Gbit/s,.
En 2015, le Centre d’innovation consacré à la 5G (5GIC) de l’université de Surrey, en Grande-Bretagne, annonce avoir réussi à atteindre un débit d'un Tbit/s (1 térabit par seconde) sur des fréquences supérieures à 6 GHz. La même année, le centre mathématiques et algorithmiques de Huawei à Paris propose 5 technologies permettant des débits compatibles avec les prérequis de la 5G : Le F-OFDM (Filtered OFDM) pour la forme d'onde, le SCMA (Sparse Code Multiple Access) pour la technique d'accès, les codes polaires (pour le codage des différents types de paquets), le MU-MIMO massif (pour le système d'antennes avec des techniques de précodages non linéaires) et enfin le full duplex radio (qui combine les modes TDD et FDD). L'ensemble de ces technologies ont permis de démontrer lors d'essais en extérieur à Chengdu avec NTT Docomo en Chine en octobre 2015 des efficacités spectrales en liaison descendante de 50 bit/s/Hz et une capacité multipliée par 3 en liaison montante sur des fréquences inférieures à 6 GHz.
La 5G permettra théoriquement de télécharger un film de 33 Go en 4K (UHD) en moins de 10 secondes[réf. souhaitée].

### Catégories de terminaux mobiles
| Catégorie LTE                                              | Catégorie LTE                                              | 18            | 19            | 20                     | 21            | 22                     | 23                     | 24                     | 25                     | 26                     |              |
| ---------------------------------------------------------- | ---------------------------------------------------------- | ------------- | ------------- | ---------------------- | ------------- | ---------------------- | ---------------------- | ---------------------- | ---------------------- | ---------------------- | ------------ |
| Débit crête (Mbit/s)                                       | Descendant                                                 | 1 174         | 1 566         | 1 948                  | 1 348         | 2 349                  | 2 695                  | 2 936                  | 3 132                  | 3 422                  |              |
| Débit crête (Mbit/s)                                       | Montant                                                    | 211           | 13 563        | 316                    | 301           | 422                    | 527                    | 633                    | 738                    | 844                    |              |
| Caractéristiques fonctionnelles minimales                  |                                                            |               |               |                        |               |                        |                        |                        |                        |                        |              |
| Largeur de la bande de fréquence de chaque porteuse        | Largeur de la bande de fréquence de chaque porteuse        | 1,4 à 20 MHz  | 1,4 à 20 MHz  | 1,4 à 20 MHz           | 1,4 à 20 MHz  | 1,4 à 20 MHz           | 1,4 à 20 MHz           | 1,4 à 20 MHz           | 1,4 à 20 MHz           | 1,4 à 20 MHz           | 1,4 à 20 MHz |
| Nombre de porteuses radio agrégées dans le sens descendant | Nombre de porteuses radio agrégées dans le sens descendant | 2, 4, 8       | 2, 4, 8       | 2, 4, 8                | 2, 4          | 2, 4, 8                | 2, 4, 8                | 2, 4, 8                | 2, 4, 8                | 2, 4, 8                |              |
| Nombre de porteuses radio agrégées dans le sens montant    | Nombre de porteuses radio agrégées dans le sens montant    | 2, 3 ou +     | 2, 3 ou +     | 2, 3 ou +              | 2, 3 ou +     | 2, 3 ou +              | 2, 3 ou +              | 2, 3 ou +              | 2, 3 ou +              | 2, 3 ou +              |              |
| Modulations sur chaque sous-porteuse                       | Descendante                                                | 64QAM, 256QAM | 64QAM, 256QAM | 64QAM, 256QAM, 1024QAM | 64QAM, 256QAM | 64QAM, 256QAM, 1024QAM | 64QAM, 256QAM, 1024QAM | 64QAM, 256QAM, 1024QAM | 64QAM, 256QAM, 1024QAM | 64QAM, 256QAM, 1024QAM |              |
| Modulations sur chaque sous-porteuse                       | Montante                                                   | 64QAM, 256QAM | 64QAM, 256QAM | 64QAM, 256QAM          | 64QAM         | 64QAM, 256QAM          | 64QAM, 256QAM          | 64QAM, 256QAM          | 64QAM, 256QAM          | 64QAM, 256QAM          |              |
| Types d'antenne sur la liaison descendante                 |                                                            |               |               |                        |               |                        |                        |                        |                        |                        |              |
| MIMO 2×2                                                   | MIMO 2×2                                                   | Oui           | Oui           | Oui                    | Oui           | Oui                    | Oui                    | Oui                    | Oui                    | Oui                    |              |
| MIMO 4×4                                                   | MIMO 4×4                                                   | Oui           | Oui           | Oui                    | Oui           | Oui                    | Oui                    | Oui                    | Oui                    | Oui                    |              |
| MIMO 8×8                                                   | MIMO 8×8                                                   | Oui           | Oui           | Oui                    | Non           | Oui                    | Oui                    | Oui                    | Oui                    | Oui                    |              |

### MU-MIMO
Lors du test de Huawei, le système multi-utilisateur MIMO (multi-user MIMO (en)) a pris en charge jusqu'à 24 utilisateurs et 24 couches de transmission parallèles sur une même ressource temporelle de fréquence. Les tests ont démontré que le système MU-MIMO peut atteindre un débit moyen de 3,6 Gbit/s par cellule sur une bande passante de 100 MHz, soit près de dix fois les performances obtenues avec un système de base LTE. L'essai a confirmé l'intégration optimale de ces nouvelles technologies radio, ainsi que le potentiel des technologies flexibles d'interface radio 5G. Ces tests ont également été l'occasion de procéder à une évaluation des risques techniques, qui vient étayer le travail actuel de normalisation du 3GPP.

### Ondes radio centimétriques et millimétriques en 5G
Les ondes centimétriques désignent les ondes radio à hautes fréquences, comprises entre 3 et 30 GHz (également appelées supra-haute fréquence ou SHF), et les ondes millimétriques celles de fréquences comprises entre 30 et 300 GHz (extrêmement haute fréquence ou EHF). L'utilisation d'ondes millimétriques est jusqu'à présent restreinte aux applications d'intérieur et aux faisceaux hertziens. L'une des raisons de cette restriction repose sur le fait que les ondes millimétriques subissent plus d'affaiblissement de propagation.
En France, la bande 3,5 GHz (3,4 – 3,8 GHz) est en cours de déploiement, tandis que la bande 26 GHz (24,25 – 27,5 GHz) fait l'objet d'expérimentations. D'autres pays mènent des expérimentations dans le domaine des fréquences comprises entre 24 et 60 GHz (SHF et EHF).

### Full-duplex
Le mode full-duplex a été testé dès la première phase des essais 5G, montrant qu'il permet la transmission et la réception simultanées des données au niveau de la station de base, avec trois niveaux de technologie en cascade, à savoir l'annulation analogique passive, l'annulation analogique active et l'annulation numérique. Ces tests montrent que le full-duplex permet d'optimiser l'annulation de l'auto-interférence (en) de plus de 113 dB en situation réelle, ce qui augmente de 90 % le débit du système par rapport aux modes half-duplex traditionnellement utilisés.

### Tableau récapitulatif des techniques 5G
| Génération  | Acronyme | Normes 3GPP - ETSI                         | Fréquences                                                                                               | Débit indicatif (download) en bit/s (théorique/pratique/usuel) |
| ----------- | -------- | ------------------------------------------ | --- | -------------------------------------------------------------- |
| 5G          | IMT-2020 | ETSI TS V15.6.0 (3GPP rel.15) octobre 2019 | Plusieurs bandes de fréquences deux segments : - 5G sub-6 GHz 700 MHz, 2,1 GHz, 3,5 GHz                  | 10 Gbit/s / 3 Gbit/s / 1 Gbit/s                                |
| 5G Advanced | IMT-2020 | ETSI TS V18.2.0 (3GPP rel.18) août 2024    | Plusieurs bandes de fréquences deux segments : - 5G mmWave 7-16 GHz, 24-28 GHz, 39 GHz, jusqu'à 170 GHz. | 50 Gbit/s (annoncé en 2013) / 10 Gbit/s                        |

## Financements
En mars 2013, la Commission européenne annonce 50 millions d'euros de subventions pour des projets liés à la 5G.
La Commission supervise et cofinance le consortium Metis (partenariat public-privé contractuel de recherche « cPPP »), et a annoncé (en décembre 2013) ne pas vouloir prendre de retard sur la 5G ; il sera doté d'un budget de 700 millions d'euros pour la période 2014-2020.
En novembre 2013, la compagnie chinoise Huawei annonce avoir investi dans ces techniques dès 2009 et réussi à faire le premier test mondial d'un réseau cellulaire. L'entreprise investira 600 millions de dollars dans la recherche et développement de la 5G et prévoit à l'horizon 2018 que les utilisateurs auront un accès mobile à Internet avec un débit de 1 Gbit/s avec la 4.5G et jusqu'à 50 Gbit/s avec la 5G, comme annoncé lors des Mobile World Congress de 2011 et 2012. Dans ce cadre, Huawei a mis en place un centre en mathématiques et algorithmiques de 100 personnes à Paris autour de la 5G et l'intelligence artificielle pour les réseaux, dirigé par le professeur Mérouane Debbah,,. Les investissements nationaux devraient dans le domaine atteindre 2,8 trillions de yuans (soit 411 milliards $ de dollars US) entre 2020 et 2030, dans ce qui est déjà le plus important réseau mobile au monde.
Début 2014, la Corée du Sud a annoncé investir 1,1 milliard d'euros pour la mise en place de la 5G en 2020,,.
En août 2018, Samsung investit dans des technologies d'avenir. Le conglomérat annonce le 8 août qu'il va injecter 19 milliards de dollars dans des programmes liés à l'intelligence artificielle et la 5G.

## Mouvements et sujets de contestation
La contestation s'organise autour de deux principaux thèmes.
- Les effets sur la santé
- Les effets sur l'environnement

### Opposition

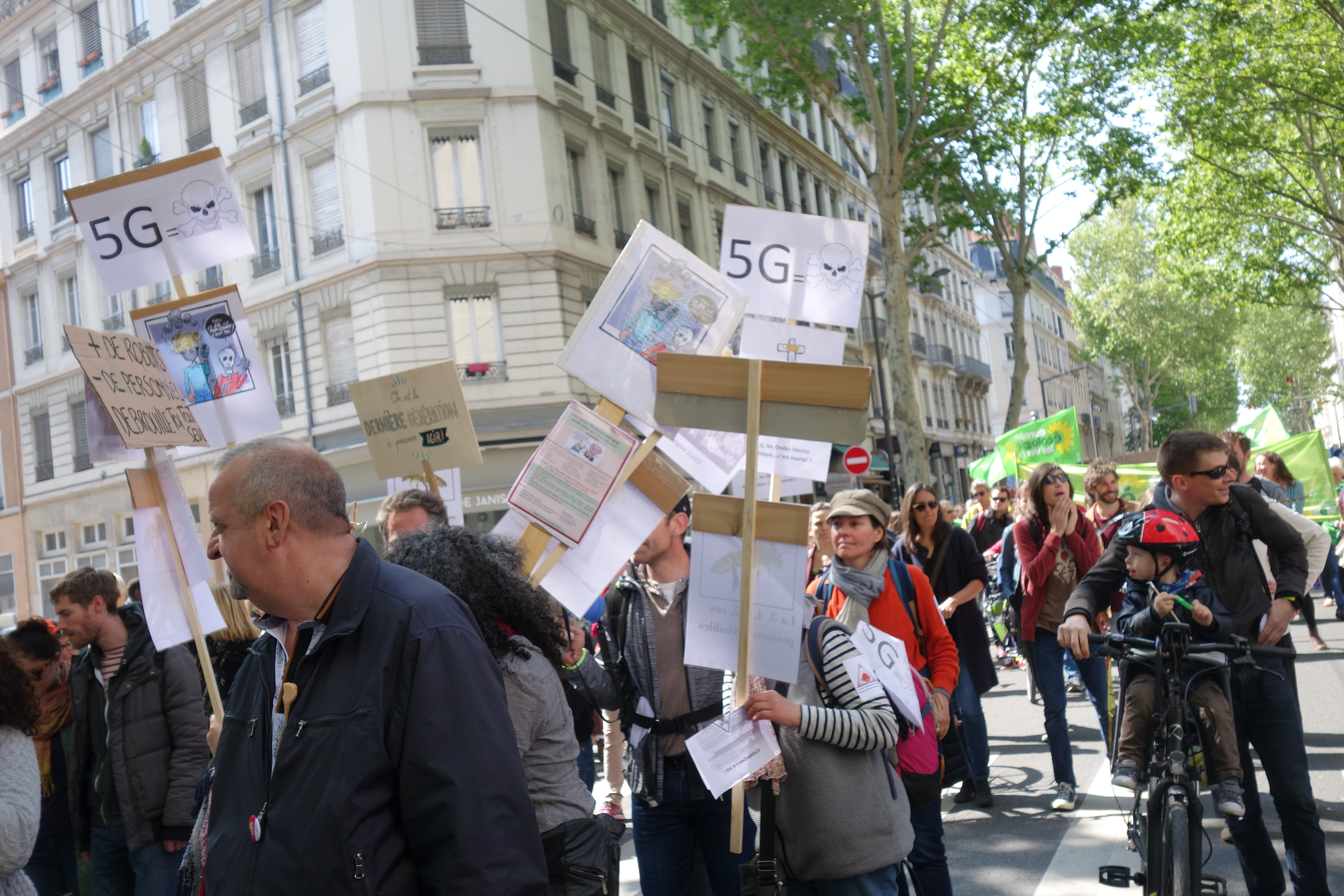
Manifestation contre la 5G à Lyon en 2019.

Aux États-Unis et en Europe, des mouvements semblables ont réussi, dans les années 1990 et 2000, à faire modifier certaines recommandations et réglementations sur la proximité et/ou la puissance des antennes et du Wi-Fi à proximité des zones résidentielles ou d'écoles. En 2019 et 2020, plusieurs villes des États-Unis et Bruxelles (Belgique) ont, par précaution, interrompu les déploiements de la 5G en réponse aux manifestations, au manque de données sur d'éventuels risques sanitaires ou environnementaux, pour des problèmes d'esthétique, etc.,.
En France, en 2020, une pétition en ligne est lancée par deux associations, Agir pour l'environnement et Priartem, pour un gel par le gouvernement du déploiement de la 5G.
Une autre tribune, publiée en janvier 2020 par les dirigeants de l'association The Shift Project, affirme qu'un équipement 5G consomme trois fois plus d'énergie qu’un équipement 4G et qu'avec la 5G il faudra trois fois plus de sites pour assurer la même couverture. L'association estime en conséquence à 10 TWh la consommation supplémentaire d'électricité pour les opérateurs mobiles d'ici à cinq ans à cause de la 5G, soit 2 % de la consommation annuelle française ; elle souligne que « le problème du numérique, c'est précisément la surconsommation », et appelle à réserver la 5G à certains usages précis,.
Les données réelles de consommation des réseaux mobiles collectées par l'Arcep entre 2020 et 2022 ne montrent cependant qu'une tendance de croissance de consommation réduite : 0,4 TWh supplémentaires seulement (de 2,2 TWh à 2,6 TWh) .
En 2020, évoquant le mouvement de contestation, le président de la République française Emmanuel Macron réaffirme le 14 septembre 2020 que la France déploiera la 5G en déclarant « Évidemment on va passer à la 5G. La France c'est le pays des Lumières (...) Certains voudraient revenir à la lampe à huile, moi je ne crois pas au modèle Amish ». Il abandonne ainsi la demande d'un moratoire émise par la Convention citoyenne pour le climat.

### Théories du complot et Covid-19

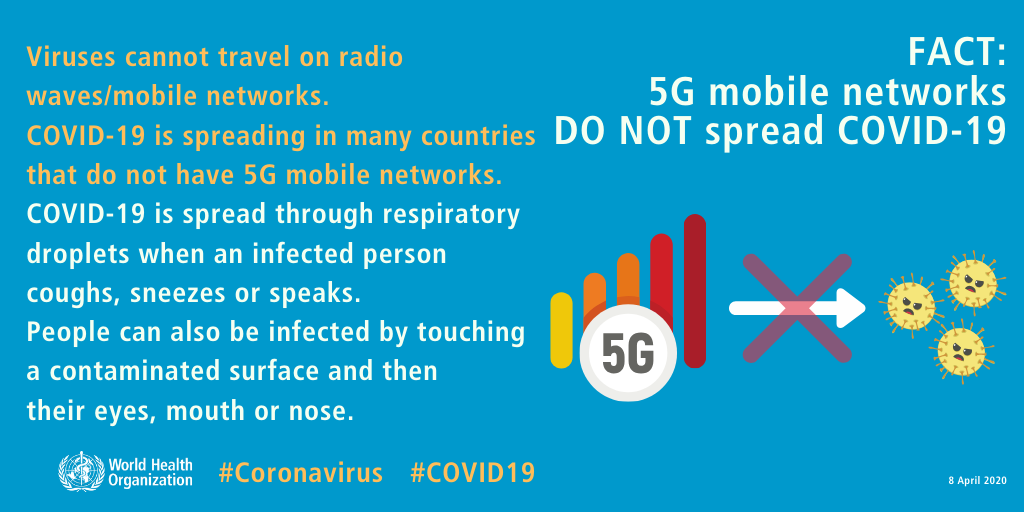
Communication de l'OMS démentant un lien entre 5G et Covid-19.

S'appuyant sur des inquiétudes anciennes, et souvent sur de la désinformation, plusieurs théories du complot sont nées au sujet de la 5G (par exemple en Australie, au Royaume-Uni et aux États-Unis), technologie qui serait selon certaines de ces théories une cause de la pandémie de Covid-19 en 2020,. Ces théories sont multiformes, évolutives et parfois contradictoires,,.
Selon Meese (2020), ces « conspirateurs » n'opèrent pas dans le vide, mais en s'appuyant beaucoup sur les réseaux sociaux, ils s'inspirent de méthodes éprouvées, antérieurement développées par des protestataires, lobbyistes et conspirateurs. Leur répertoire utilise la « perception sélective » des connaissances scientifiques, des formes d'action directe, jusqu'à l'intervention dans l'élaboration des politiques locales, étatiques et fédérales, et d'autres formes de « subversion coordonnée » visant à freiner le déploiement technique de la 5G. Le sujet n'est d'ailleurs pas entièrement neuf : la 5G exacerbe des préoccupations déjà apparues pour la 4G et les effets des champs électromagnétiques, suscitant des pétitions, des manifestations et des vandalismes d'antennes.
Les auteurs d'une étude de 2020 sur ce sujet soutiennent que pour bien comprendre ces évènements, il faut voir « au-delà des théories du complot ». Selon eux, « la bataille pour le contrôle de l'infrastructure 5G peut être comprise en termes géopolitiques, comme une forme de politique économique, ce qui explique en partie pourquoi les gouvernements sont de plus en plus soucieux de contrer la désinformation autour de la 5G ».
Une nouvelle théorie a été en 2020 de faire passer la 5G pour une cause ou un facteur aggravant de la pandémie de Covid-19 : une première vague affirmait que le rayonnement induit par la 5G affecte notre système immunitaire, nous rendant plus vulnérable au virus SARS-CoV-2, une théorie proche de celle, plus ancienne, voulant que des cancers ou autres maladies sont induits par des ondes (non-ionisantes) telles que celles des téléphones mobiles ou du compteur Linky ; une autre vague, plus importante, avec diverses variantes, affirme que la 5G cause directement la Covid-19, utilisant des affirmations fausses : la Covid-19 aurait été inventée pour couvrir les effets délétères du rayonnement 5G, ; le confinement serait une couverture pour permettre aux opérateurs d'installer des antennes en toute tranquillité ; selon une autre théorie, la pandémie serait apparue à Wuhan car cette ville aurait « été la ville cobaye de la 5G », alors qu'en réalité Wuhan n'est qu'une des 50 grandes villes testant la 5G en Chine (toutes depuis le 31 octobre 2019) et que par ailleurs, la 5G à usage commercial la plus développée a été activée plus tôt (avril 2019) en Corée du Sud, pays particulièrement peu touché par la pandémie à ce moment. Le site Siècle digital ajoute que « des pays, comme l’Iran, très touché par le coronavirus (...) n’ont pas une seule antenne 5G sur leur territoire ».
L'origine des théories relatives à la Covid-19 est souvent difficile à détecter. Le médecin généraliste belge Kris Van Kerckhoven a pu jouer un rôle en déclarant dès le 22 janvier 2020 pour l’édition régionale du journal belge Het Laatste Nieuws que la 5G était dangereuse et qu'elle pouvait « être liée au coronavirus »,. Des militants anti-5G néerlandophones ont relayé cette affirmation sur internet via les communautés militantes des réseaux sociaux. Des groupes (New Agers, groupes d'extrême droite comme InfoWars, des sites conspirationnistes comme Zero Hedge ou QAnon) prétendant vouloir révéler au monde la « vérité » sur la pandémie ont alors décliné cette idée en de nouveaux contenus. Facebook et YouTube ont été des relais vers des millions de personnes,. BuzzFeed a signalé que dès mi-2019, des vidéos publiées au Royaume-Uni (où la 5G commençait son déploiement) sont rapidement devenues parmi les plus populaires en ligne,) ; la plupart ne citaient pas la Covid-19, mais, selon Meese, elles ont « contribué à attiser des craintes plus générales concernant la 5G ».
Des personnalités ou célébrités ont ensuite relayé ces théories, dont Woody Harrelson dans une vidéo sur Instagram prétendant « montrer des citoyens chinois renversant une antenne 5G », ou le professeur émérite Martin Pall, qui a prétendu à tort que « Wuhan était la première « ville intelligente » de Chine à intégrer le réseau plus rapide », la rappeuse M.I.A., l'acteur John Cusack, le boxeur Amir Khan, la chanteuse Anne-Marie, Keri Hilson et des personnalités de la télévision comme Amanda Holden,,,.
L'infodémie n'a pas épargné le monde francophone : par exemple le 4 avril 2020, dans un post sur Facebook, une utilisatrice a publié une carte comparant un soi-disant déploiement des antennes 5G en France avec la taille des foyers d’infection de coronavirus dans l’Hexagone, deux cartes semblant concorder. En réalité cette carte, produite par l'Autorité de régulation des communications électroniques, des postes et de la distribution de la presse, était ancienne et représentait le déploiement de la fibre optique ; elle s'expliquait surtout par la densité de population ; de plus, la vraie carte du déploiement de la 5G, publiquement disponible, montrait que la région Grand-Est, alors la plus touchée, n'avait encore aucune antenne 5G. Enfin, les antennes 5G expérimentales n'ayant pas encore d'utilisateurs, elles émettaient très peu, ce que montre une étude de l’ANFR publié en avril 2020.
En réponse, partout dans le monde, de nombreux sites d'informations et des responsables de la santé ont tenté de contrer ces rumeurs et fausses informations, notamment en demandant aux plateformes de médias sociaux de mieux contrer ou signaler la désinformation. Beaucoup de ces plateformes ont placé sur leurs pages des liens vers les informations de l'Organisation mondiale de la santé et des gouvernements, et se sont engagées à lutter contre la désinformation sur la Covid-19.
Le 16 septembre 2021, deux moines de la communauté capucine d’observance traditionnelle sont pris en flagrant délit par les gendarmes alors qu’ils tentaient de mettre le feu à un pylône téléphonique. Ils reconnaissent alors avoir mis le feu à un premier pylône téléphonique, la veille, à Saint-Forgeux, « pour prémunir la population des effets nuisibles » de la 5G,.

## Déploiement mondial
En 2025, environ 1,7 milliard d'abonnés dans le monde auront accès à des services 5G, représentant une adoption rapide de cette technologie selon la GSMA
.

### Allemagne
Du 19 mars au 12 juin 2019, les enchères pour la 5G se sont déroulées entre les quatre opérateurs en lice, Deutsche Telekom, Vodafone, Telefónica et 1&1 Drillisch (en). Le président de l’agence fédérale allemande des réseaux, Jochen Homann, déclare que la vente aux enchères est un succès, celle-ci rapportant 6,55 milliards d’euros à l'État allemand.
En juin 2020, à l'occasion de son plan de relance, l'Allemagne engage 7 milliards d'euros pour accélérer le déploiement de la 5G, qui est classé au rang de haute priorité. La technologie est « l'occasion de renforcer notre souveraineté numérique et en même temps la puissance d'innovation de nos entreprises ».

### Belgique
L'opérateur Proximus a lancé le déploiement de la 5G au 1er avril 2020 dans certaines villes de Belgique. La capitale, Bruxelles, n'est pas encore directement concernée à cause d'une réglementation plus stricte sur les puissances d'émission.

### Corée du Sud
La Corée du Sud se positionne en tant que chef de file mondial de la 5G et prévoit d'investir plus de 30 trillions de KRW (26 milliards de dollars) pour construire un réseau 5G à l’échelle du pays d’ici 2022.
Le 3 avril 2019, la Corée du Sud devient la première nation dont le réseau est entièrement équipé pour la 5G. Les trois opérateurs de télécommunications, SK Telecom, KT et LG Uplus, annoncent simultanément le lancement du service. Quelques jours plus tard on dénombre plus de 100 000 abonnés avec des mobiles de la marque Samsung.
En avril 2019, le réseau 5G de KT est prêt à l'usage dans 85 villes de Corée du Sud et comprend la couverture des services 5G sur les principales autoroutes et chemin de fer du pays.
KT a déployé son infrastructure 5G sur une base Samsung. SK Telecom déploie avec Ericsson, Nokia et Samsung (Huawei est exclue de sa liste de fournisseurs d'équipement). LG Uplus utilise Huawei.
Au premier trimestre 2020, la Corée du Sud compte déjà plus de 5 millions d'abonnements enregistrés.
Selon Bloomberg, en 2020, à la suite de la pandémie de Covid-19, le gouvernement sud-coréen dévoile un « nouvel accord » pour remodeler l'économie ; ce plan vise en particulier à promouvoir l’utilisation des réseaux sans fil de cinquième génération et de l'intelligence artificielle dans tous les secteurs.

### États-Unis
AT&T (155 millions de clients), Verizon (118 millions) et le nouvel ensemble T-Mobile/Sprint (80 millions) sont les principaux opérateurs de télécommunications des États-Unis.
Début 2020, le réseau 5G de Sprint est en service dans certaines parties d'Atlanta, Houston, Dallas-Fort Worth, Kansas City, Phoenix, Arizona, la ville de New York, Washington D.C., Los Angeles, Chicago. La 5G de Sprint couvre plus de 5 400 kilomètres carrés desservant une population de 11 millions d'habitants aux États-Unis. Après de nombreuses péripéties, en juillet 2019, le ministère de la Justice américain annonce donner son accord à la fusion de Sprint et T-Mobile. La fusion est finalisée le 1er avril 2020 ; la nouvelle société conserve le nom de T-Mobile. La fusion T-Mobile/Sprint est motivée par l'arrivée de la 5G, déjà une réalité dans plusieurs villes des États-Unis, la nouvelle société s'engage sur une couverture 5G sur 99 % du territoire américain six ans après la fusion.
En mai 2020, le réseau 5G (nommé 5G+) de AT&T et celui de Verizon sont mis en service dans certaines villes,. Verizon passe une importante commande 5G à Samsung pour 6,6 milliards de dollars et pénalise les résultats de Nokia, un autre de ses fournisseurs.
Les États-Unis sont un des rares pays à avoir lancé la 5G sur des basses fréquences. AT&T et T-Mobile, les deux opérateurs qui ont déployé beaucoup de stations 5G sur des bandes de faible largeur, proches des 700 MHz, n’offrent pas un gros gain en débit par rapport à la 4G.

### France
Le 26 février 2020, les quatre principaux opérateurs français se portent candidats pour le déploiement de la 5G, Bouygues Telecom, Free, Orange et SFR ont déposé leur candidature dans le cadre de l’attribution des fréquences, a annoncé l’Arcep.
Le prix de chaque bloc de 50 MHz a été fixé à 350 millions d’euros, avec un engagement des opérateurs de respecter un calendrier de couverture du territoire en 5G par opérateur :
- 3 000 sites en 2022 ;
- 8 000 sites en 2024 ;
- 10 500 sites en 2025 ;
- couverture progressive du réseau routier.

La 5G ne sera donc pas installée sur tout le territoire tout de suite : 10 500 antennes par opérateur, soit 42 000 antennes, seront déployées d’ici à 2025 sur les 85 000 sites déjà existants. Grâce à des données communiquées par l'Agence nationale des fréquences, il est possible de connaître l'arrivée de la 5G à proximité d'une adresse. Si la 5G est dans un premier temps disponible dans les principales villes de France, le déploiement sera progressif et la France devrait être intégralement couverte en 5G ou équivalent (240 Mbit/s) à l'horizon 2030 d'après les prévisions de l'Arcep.
Les enchères d’attribution des fréquences entre Orange, SFR, Bouygues Telecom et Iliad (Free), qui devaient se tenir le 21 avril 2020, sont reportées au 29 septembre 2020. En contrepartie d’un cahier des charges plus souple sur le déploiement de la 5G (levant l’obligation de couvrir au moins deux villes avant la fin 2020), l’Autorité de régulation des communications électroniques, des postes et de la distribution de la presse (Arcep) renforce les obligations des opérateurs concernant la 4G, imposant « la généralisation de l’accès à la 4G+ » (LTE Advanced), une version plus puissante du LTE qui devra couvrir 75 % des sites fin 2022.
Pour le déploiement de la 5G, Orange a choisi, pour la France, Nokia (40 %) et Ericsson (60 %) qui étaient déjà ses fournisseurs pour les générations précédentes de réseau mobile. Free a annoncé un accord stratégique avec Nokia, son fournisseur historique. SFR et Bouygues Telecom, qui ont chacun une moitié de leurs 4G historique actuels équipés par Huawei, continueront à travailler avec l'équipementier chinois pour leur 5G. Les fournisseurs utilisés pour le reste de leur réseau sont Nokia dans le cas de SFR et Ericsson pour Bouygues Telecom,.
Bouygues Telecom redoute que l'État lui interdise d'avoir recours à l'équipementier chinois Huawei pour la 5G alors que celui-ci équipe déjà la moitié de son réseau 4G. Selon Olivier Roussat, président de Bouygues Telecom « Si Huawei est interdit en France (...) il faut des mesures d'indemnisation. Aux États-Unis, un fonds de 1 milliard de dollars a été mis en place pour aider les petits opérateurs régionaux à retirer les équipements Huawei de leurs réseaux ». En août 2020, Bouygues Télécom annonce qu'il va retirer 3 000 antennes de téléphonie mobile Huawei dans les zones très denses en population d'ici à 2028, à la demande du gouvernement français, pour des raisons de sécurité informatique. Le 5 février 2021, le Conseil constitutionnel valide les dispositions de la loi du 1er août 2019 qui avait conduit l'Agence nationale de la sécurité des systèmes d'information (Anssi) à restreindre les autorisations d’exploitation accordées à Huawei.
En octobre 2020, l'État vend 31 blocs de fréquences pour la 5G, de 10 MHz chacun, pour un montant total de 2,8 milliards d'euros, payables sur une durée de 15 ans,,. Peu après, Orange annonce les tarifs de ses premiers forfaits 5G.
| Opérateur        | MHz attribués |
| ---------------- | ------------- |
| Orange           | 90            |
| SFR              | 80            |
| Bouygues Telecom | 70            |
| Free             | 70            |

En octobre 2020, à la suite de plusieurs collectivités locales, comme l'Assemblée de Corse en août, la métropole de Bordeaux fin septembre et la municipalité de Saint-Herblain, près de Nantes, la mairie de Lille adopte un moratoire sur la 5G dans l'attente du rapport de l’Anses prévu en 2021 concernant les risques sanitaires de cette nouvelle technologie. Ces décisions pourraient être attaquables juridiquement, car le déploiement de la 5G dépasse les compétences des autorités locales. Elles permettent de poursuivre le débat sur cette nouvelle technologie.
En janvier 2021, selon l’Arcep, depuis le résultat des enchères sur les fréquences 3,5 GHz, les sites activés par les opérateurs français sur cette bande de fréquences sont au nombre de : 579 pour Orange, 322 pour Free, 145 pour Bouygues Telecom et 152 pour SFR. Les opérateurs se servent par ailleurs des fréquences déjà utilisées pour la 4G pour annoncer plus de sites « 5G »,.
En janvier 2021, la municipalité de Paris annonce un accord avec les opérateurs qui permettra le déploiement commercial de la 5G dans la capitale.
Fin 2022, près de 49 225 antennes 5G sont déployées en France réparties sur 28 378 sites.
| Année    | 2023 |
| -------- | ---- |
| Free     | 4680 |
| SFR      | 6142 |
| Orange   | 6445 |
| Bouygues | 6283 |

En octobre 2023, Bolloré Télécoms a rendu l'intégralité de ses fréquences allouées, utilisées initialement pour le WiMAX. Cela libère 90 MHz dans la bande 3400-3800 MHz, déjà utilisée par la 5G. L'ARCEP a indiqué que la bande libérée (3410-3490 MHz) serait à disposition pour toute la France Métropolitaine en juillet 2026, mais n'a pas communiqué sur l'attribution.
Le 18 septembre 2024, Free Mobile lance la voix sur le réseau 5G (VoNR) et la 5G SA (Standalone Access) en France,.
En 2025, soit plus de cinq ans après la France hexagonale, le déploiement de la 5G commence dans les départements français des Antilles,.

### Madagascar
En 2019, un contrat commercial signé avec Ericsson, d'un montant de 100 millions de dollars, prévoit sur quatre ans le déploiement de 2 000 sites mobiles qui permettront à l’opérateur télécoms de compléter sa couverture réseau du pays. Le déploiement de sites 4.5G puis 5G dans des zones à haute densité est prévu.
L'opérateur Telma annonce le lancement commercial de son réseau 5G le 1er juillet 2020, en partenariat avec Ericsson.

### Royaume-Uni
En 2020, 31 villes du Royaume-Uni sont équipées en 5G. En janvier 2020, le Royaume-Uni pose des garde-fous sur le déploiement de la 5G par Huawei, aucun équipement dans les cœurs de réseaux, part de marché limitée à 35 % et aucune présence sur les sites critiques, comme les centrales nucléaires.
En juin 2020, selon le Daily Telegraph, Boris Johnson prévoirait une désinstallation progressive des équipements 5G de Huawei d'ici 2023. EE, Vodafone et 3 utilisent des équipements 5G de Huawei sur leurs réseaux.
En juillet 2020, Le Royaume-Uni va exclure Huawei de son réseau 5G. L’achat de nouveaux équipements Huawei sera interdit dès la fin 2020 et les équipements existants devront être retirés d’ici à 2027, a déclaré le ministre chargé de la culture et du numérique, Oliver Dowden, à la Chambre des communes à l’issue d’une réunion du Conseil de sécurité nationale (NSC) présidée par le premier ministre conservateur Boris Johnson.

### Russie
Une maquette fonctionnelle d'une station de base 5G russe, développée par des spécialistes nationaux dans le cadre de la division numérique de Rostec, Rostec.digital, a été présentée lors de la conférence annuelle Digital Industry of Industrial Russia à Nijni Novgorod en 2020,.

### Suède
Quatre opérateurs ont été retenus pour l'adjudication des fréquences 2,3 et 3,5 gigahertz aux enchères : Telia, Hi3G Access (3), Net4Mobility (Telenor/Tele2) et Teracom.
La Suède va interdire les nouveaux équipements de télécommunication des groupes chinois Huawei et ZTE de son nouveau réseau 5G au nom de la sécurité nationale. Les équipements déjà installés devront être retirés au plus tard le 1er janvier 2025.

### Suisse
Sunrise et Swisscom ont commencé le déploiement de la 5G en mars 2019, Salt plus tard dans l'année.
Lors de la présentation du résultat financier du troisième trimestre 2019, Swisscom ambitionnait de couvrir 90 % de la population avant la fin de l'année. Ces objectifs ont ensuite été revus à la baisse du fait de divers ralentissements par certains cantons qui ont mis en place des moratoires, bien que cela ne relève pas de leur compétence.
Sunrise se présente comme leader en matière de déploiement de la 5G. En octobre 2019, il couvrait 309 localités en 5G. Il propose plusieurs services grâce à ce réseau, comme Internet/TV/téléphone à la maison par la 5G.

#### Bases de données et dictionnaires
- (en) Site officiel
- Ressource relative à l'audiovisuel :   - France 24
- Notice dans un dictionnaire ou une encyclopédie généraliste :   - Nationalencyklopedin
- Notices d'autorité :   - LCCN